# ルシアノ・フェルナンド
ルシアノ・フェルナンド（Luciano Fernando、1992年4月13日 - ）は、ブラジル、マットグロッソ・ド・スル州カンポ・グランデ出身の元プロ野球選手（外野手）。右投右打。NPBでの登録名はフェルナンド。
両親はブラジル人だが父方の曽祖母が日本人で、自身は日系4世にあたる。ブラジル国籍であるが、日本の中学校・高等学校に通算3年間以上在学しているため、外国人枠の制約を受けない。

## 経歴

### プロ入り前
5歳の時に両親と共に群馬県太田市へ移住し、宝泉南小学校4年生の時に「宝南スピリット」で野球を始め、当時は投手と捕手を務めていた。宝泉中学校野球部では投手、捕手、外野手を務める。桐生第一高校では2度の骨折を経験。通算22本塁打を記録したが、甲子園には出場していない。
白鷗大学では、1年生時の春に外野手のレギュラーになり、四番打者を任され、3学年先輩の岡島豪郎、塚田正義とともにクリーンアップを組んでいた。同年春季リーグで関甲新学生野球リーグの最多打点とベストナイン、2年生時の秋季リーグで首位打者、3年生時の秋季リーグでベストナイン、主将として迎えた4年生時の春季リーグで本塁打王、打点王、ベストナインをそれぞれ獲得した。大学通算では、同リーグの本塁打記録更新まであと1本に迫る17本塁打を放った。
2014年10月23日に行われたプロ野球ドラフト会議で東北楽天ゴールデンイーグルスに4巡目で指名され、契約金4000万円、年俸800万円（金額は推定）で合意し、入団。背番号は51に決まった。入団後の12月には左手有鈎骨鉤切除手術を受けている。登録名はフェルナンド。

### 楽天時代
2015年4月17日に出場選手登録され、19日の北海道日本ハムファイターズ戦で、大学の先輩である岡島豪郎の代打としてプロ初出場。大谷翔平に投ゴロに打ち取られた。6月2日の東京ヤクルトスワローズ戦に七番・左翼手としてプロ初先発出場を果たした。翌3日のヤクルト戦では9回に代打として出場し、木谷良平からプロ初安打を本塁打で記録した。二軍では67試合に出場し、チーム最多タイの9本塁打を記録した。
2016年は9月に2017WBC ブラジル代表に選ばれ、WBC予選に出場するも、予選で敗退し自身初のWBC本大会出場はならなかった。
2017年は2試合に出場したが、打席と守備に就くことはなかった。オフはメキシコ・ウィンターリーグに参加した。
2018年は11試合の出場に留まった。自由契約となった後、11月15日に育成選手として楽天と再契約を結んだ。
2019年、イースタン・リーグの57試合で10本塁打を放つなど、自慢の長打力をアピールし、支配下登録の最終期限日である7月31日に支配下復帰を果たした。背番号は97に変更となる。支配下登録後も更に3本塁打を積み上げ、8月21日、一軍に昇格。8月30日の対日本ハムファイターズ戦（楽天生命パーク宮城）で2安打4打点の活躍をし、先発勝利を挙げた弓削隼人とともにヒーローインタビューを受け、プロ入り初めてのお立ち台となった。
2020年はイースタン・リーグ45試合の出場で2本塁打、打率.275を記録。一軍公式戦への出場はなく、11月5日に戦力外通告を受けた。
楽天から戦力外通告を受けた際に球団職員としての打診も受けていたが、現役続行を希望し、12月7日開催の12球団合同トライアウトではシート打撃形式の対戦で4打席に立ち、1本塁打、1四球の結果を残す。本塁打は同じく楽天を戦力外となった由規から放ったもので、トライアウト参加者では唯一の本塁打であった。

### BCリーグ・埼玉武蔵時代
当初は引退を示唆していたが、独立リーグ球団複数からオファーがあり、2021年1月19日、ベースボール・チャレンジ・リーグ（ルートインBCリーグ）・埼玉武蔵ヒートベアーズへの入団が発表された。チームの主砲として試合に出続け、10本塁打を記録した。地区最多打点のタイトルを獲得している。12月8日に前年に続いて12球団合同トライアウトに参加、6打席で1安打を記録した。2022年の公式戦終了後の9月21日に、埼玉からの退団（自由契約）が発表された。同月23日、同月末からパナマで開催される2023WBC予選B組のブラジル代表に選出されたことが発表された。
2023年4月12日、自身のInstagramで現役引退を公表。

### 現役引退後
エイジェックスポーツマネジメントでエイジェック硬式野球部の応援活動に携わった後、東北楽天時代に契約していたエージェントの企業に入社して代理人業務を始めている。

## 選手としての特徴・人物
目標とする選手はウラディミール・バレンティン。
大学時代に遠投120メートルを記録。高校時代に背筋力304kgを計測したことがある。
日本語の他に母国・ブラジルの公用語であるポルトガル語、スペイン語、英語を話すことができる。
白い歯にこだわりを持っており、入団時から家で歯のホワイトニングシールを貼るなどしている。

## 詳細情報

### 年度別打撃成績
| 年 度     | 球 団     | 試 合 | 打 席 | 打 数 | 得 点 | 安 打 | 二 塁 打 | 三 塁 打 | 本 塁 打 | 塁 打 | 打 点 | 盗 塁 | 盗 塁 死 | 犠 打 | 犠 飛 | 四 球 | 敬 遠 | 死 球 | 三 振 | 併 殺 打 | 打 率 | 出 塁 率 | 長 打 率 | O P S |
| --------- | --------- | ----- | ----- | ----- | ----- | ----- | -------- | -------- | -------- | ----- | ----- | ----- | -------- | ----- | ----- | ----- | ----- | ----- | ----- | -------- | ----- | -------- | -------- | ----- |
| 2015      | 楽天      | 39    | 84    | 78    | 3     | 15    | 2        | 0        | 1        | 20    | 7     | 0     | 0        | 0     | 0     | 6     | 0     | 0     | 25    | 4        | .192  | .250     | .256     | .506  |
| 2016      | 楽天      | 4     | 11    | 11    | 1     | 2     | 1        | 0        | 0        | 3     | 0     | 0     | 0        | 0     | 0     | 0     | 0     | 0     | 3     | 1        | .182  | .182     | .273     | .455  |
| 2017      | 楽天      | 2     | 0     | 0     | 0     | 0     | 0        | 0        | 0        | 0     | 0     | 0     | 0        | 0     | 0     | 0     | 0     | 0     | 0     | 0        | .---  | .---     | .---     | .---  |
| 2018      | 楽天      | 11    | 16    | 16    | 2     | 3     | 0        | 0        | 0        | 3     | 0     | 0     | 0        | 0     | 0     | 0     | 0     | 0     | 5     | 0        | .188  | .188     | .188     | .375  |
| 2019      | 楽天      | 16    | 39    | 34    | 1     | 8     | 1        | 0        | 0        | 9     | 7     | 0     | 0        | 1     | 1     | 2     | 0     | 1     | 10    | 1        | .235  | .289     | .265     | .554  |
| 通算：5年 | 通算：5年 | 72    | 150   | 139   | 7     | 28    | 4        | 0        | 1        | 35    | 14    | 0     | 0        | 1     | 1     | 8     | 0     | 1     | 43    | 6        | .201  | .248     | .252     | .500  |

- 2020年度シーズン終了時

### 年度別守備成績
| 年 度 | 球 団 | 外野  | 外野  | 外野  | 外野  | 外野  | 外野     |
| 年 度 | 球 団 | 試 合 | 刺 殺 | 補 殺 | 失 策 | 併 殺 | 守 備 率 |
| ----- | ----- | ----- | ----- | ----- | ----- | ----- | -------- |
| 2015  | 楽天  | 22    | 25    | 0     | 0     | 0     | 1.000    |
| 2016  | 楽天  | 4     | 2     | 1     | 0     | 0     | 1.000    |
| 2018  | 楽天  | 10    | 5     | 1     | 0     | 1     | 1.000    |
| 2019  | 楽天  | 12    | 16    | 0     | 0     | 0     | 1.000    |
| 通算  | 通算  | 48    | 48    | 2     | 0     | 1     | 1.000    |

- 2020年度シーズン終了時

### 記録
- 初出場：2015年4月19日、対北海道日本ハムファイターズ6回戦（楽天Koboスタジアム宮城）、9回裏に岡島豪郎の代打で出場
- 初打席：同上、9回裏に大谷翔平から投手ゴロ
- 初先発出場：2015年6月2日、対東京ヤクルトスワローズ1回戦（明治神宮野球場）、7番・左翼手で先発出場
- 初安打・初打点・初本塁打：2015年6月3日、対東京ヤクルトスワローズ2回戦（明治神宮野球場）、9回表に木谷良平から左越ソロ

### 独立リーグでの打撃成績
| 年 度     | 球 団     | 試 合 | 打 席 | 打 数 | 得 点 | 安 打 | 二 塁 打 | 三 塁 打 | 本 塁 打 | 塁 打 | 打 点 | 盗 塁 | 盗 塁 死 | 犠 打 | 犠 飛 | 四 球 | 敬 遠 | 死 球 | 三 振 | 併 殺 打 | 打 率 | 出 塁 率 | 長 打 率 | O P S |
| --------- | --------- | ----- | ----- | ----- | ----- | ----- | -------- | -------- | -------- | ----- | ----- | ----- | -------- | ----- | ----- | ----- | ----- | ----- | ----- | -------- | ----- | -------- | -------- | ----- |
| 2021      | 埼玉      | 59    | 244   | 220   | 33    | 58    | 17       | 0        | 10       | 105   | 50    | 2     | 2        | 0     | 4     | 18    | -     | 2     | 35    | 6        | .264  | .320     | .477     | .797  |
| 2022      | 埼玉      | 58    | 237   | 209   | 32    | 62    | 12       | 0        | 6        | 92    | 31    | 1     | 1        | 0     | 1     | 21    | -     | 6     | 38    | 9        | .297  | .376     | .440     | .816  |
| 通算：2年 | 通算：2年 | 117   | 481   | 429   | 65    | 120   | 29       | 0        | 16       | 197   | 81    | 3     | 3        | 0     | 5     | 39    | -     | 8     | 73    | 15       | .280  | .347     | .459     | .806  |

- 2022年度シーズン終了時

### 背番号
- 51（2015年 - 2018年）
- 007（2019年 - 2019年7月30日）
- 97（2019年7月31日 - 2020年）
- 55（2021年 - 2022年）

### 登場曲
- 「How Bad Do You Want It（英語版）」 Sevyn Streeter（英語版）（2018年 - ）

### 代表歴
- 2017 ワールド・ベースボール・クラシック・ブラジル代表
- 2023 ワールド・ベースボール・クラシック・ブラジル代表